# Dieter H. Scheuing
Dieter Helmut Scheuing (* 24. September 1941 in Stuttgart) ist ein deutscher Rechtswissenschaftler und ehemaliger Inhaber des Jean-Monnet-Lehrstuhls für Europarecht an der Universität Würzburg.

## Leben
Dieter H. Scheuing studierte Rechtswissenschaften in Hamburg, München, Tübingen, Paris und Freiburg im Breisgau. 1973 promovierte er an der Universität Paris II zum Docteur en droit. Als Assistent von Otto Bachof habilitierte er sich 1978 an der Universität Tübingen für öffentliches Recht. Von 1978 bis 1983 war er Professor für öffentliches Recht an der Universität zu Köln. Seit 1983 war er Ordinarius für deutsches und ausländisches öffentliches Recht, Völkerrecht und Europarecht an der Universität Würzburg. Zum Ende des Sommersemesters 2006 trat er in den Ruhestand.
Scheuing ist Mitherausgeber eines Großkommentars zum Bundes-Immissionsschutzgesetz und der europarechtlichen Schriftenreihe „IUS EUROPAEUM“.

## Veröffentlichungen (Auswahl)
- Europarechtliche Aspekte einer Beendigung der Kernenergienutzung in der Bundesrepublik Deutschland. EuR 2000, 1 ff.
- Koch/Scheuing (Hrsg.): Gemeinschaftskommentar zum Bundes-Immissionsschutzgesetz. 1994 ff.
- Umweltschutz auf der Grundlage der Einheitlichen Europäischen Akte. EuR 1989, 152 ff.
- Les aides financières publiques aux entreprises privées en droit français et européen. 1974.
- Selbstbindungen der Verwaltung. VVDStRL 1982, S. 153 ff.
- Rechtsprobleme bei der Durchsetzung des Gemeinschaftsrechts in der Bundesrepublik Deutschland. EuR 1985, 229 ff.
- Grenzüberschreitende atomare Wiederaufarbeitung im Lichte des europäischen Gemeinschaftsrechts. 1991.
- Europarechtliche Impulse für innovative Ansätze im deutschen Verwaltungsrecht. in: Hoffmann-Riem, Schmidt-Aßmann (Hrsg.): Innovation und Flexibilität des Verwaltungshandelns. 1994, S. 289 ff.
- Deutsches Verfassungsrecht und europäische Integration. EuR Beiheft 1/1997, 7 ff.
- Instrumente zur Durchführung des Europäischen Umweltrechts. NVwZ 1999, 475 ff.
- Europäisierung des Verwaltungsrechts. DV 2001, 107 ff.
- Regulierung und Marktfreiheit im Europäischen Umweltrecht. EuR 2001, Heft 1.
- Die Freizügigkeit der Unionsbürger in der Europäischen Union. in: Raum und Recht, Festschrift 600 Jahre Würzburger Juristenfakultät. 2002, S. 103 ff.
- Freizügigkeit als Unionsbürgerrecht. EuR 2003, Heft 5, S. 774 ff. (aktualisierte englischsprachige Fassung: Free Movement as a Union Citizen’s Right. in: Russell A. Miller, Peer C. Zumbansen (Hrsg.): Annual of German & European Law. Vol. II/III (2004/2005), Berghahn Books, New York/Oxford 2006, S. 283–332.)
- The Approach to European Law in German Jurisprudence.  5 German Law Journal No. 6, S. 703 ff.
- Europäisches öffentliches Recht. Ausgewählte Beiträge (Hrsg.: Peter-Christian Müller-Graff, Christoph Ritzer), Nomos, Baden-Baden, 2006.